# Oncidium sessile
Oncidium sessile är en orkidéart som beskrevs av John Lindley och Joseph Paxton. Oncidium sessile ingår i släktet Oncidium och familjen orkidéer. Inga underarter finns listade i Catalogue of Life.